# Мухин, Владимир Викторович
Владимир Викторович Мухин (род. 15 марта 1983, Ессентуки, Ставропольский край, РСФСР, СССР) — российский шеф-повар. 
В 2014 году ресторан «White Rabbit», кухню которого он возглавляет, вошел в список 100 лучших ресторанов мира в 2014 году и поднялся сразу на 48 мест (с 71-го в 2014-м до 23-го) в 2015 году, став сенсацией рейтинга. В 2016 году на награждении в Нью-Йорке «White Rabbit» занял 18-е место рейтинга, став первым российским в двадцатке лучших ресторанов мира. Мухин также является вице-чемпионом конкурса S. Pellegrino Cooking Cup (2013). 

## Биография
Владимир Мухин — повар в пятом поколении. Начал свою карьеру в 12 лет на кухне ресторана, где работал его отец. 
В 2004 году окончил Российский экономический университет имени Г. В. Плеханова по специальности «инженер-технолог общественного питания». Проходил стажировки в ресторанах «Белград», «Китай-Город», «Ностальжи», «Кафе Пушкинъ».
В том же году пришел на работу в ресторан «Красная площадь, дом 1» к известному шефу Александру Филину, президенту Национальной Гильдии шеф-поваров.  
Год спустя возглавил кухню в кафе «Булошная», став самым молодым шефом в Гильдии шеф-поваров. 
Мухин стал первым в истории современной русской кухни российским шефом, гастролировавшим во Франции, здесь в 2009 году вместе с французским шефом Кристианом Этьеном он провел гала-ужин «Русское Рождество» в ресторане «Christian Etienne» (*Miсhelin).
Прошел профессиональные стажировки в ресторанах La Barone (Франция), El Celler de Can Roca (Испания), Khajimi (Япония), Can Gobany (Испания).
С 2012 года - шеф-повар московского ресторана «White Rabbit». 
В 2014 году стал бренд-шефом ресторана «Red Fox» в «Роза Хутор», который стал гастрономическим открытием Олимпийского сезона.
Владимир Мухин стал победителем III ежегодного Российского конкурса молодых шеф-поваров «Серебряный треугольник» (2013), получил право представлять Россию на международном конкурсе молодых поваров S. Pellegrino Cooking Cup и занял второе место. Массимо Боттура — шеф-повар третьего в списке 50 лучших ресторанов мира, — назвал это самым большим достижением современной русской гастрономии на своей памяти. В 2014 году ресторан «White Rabbit» занял 71-ю строчку в списке ста лучших ресторанов мира World’s Best Restaurants по версии авторитетного британского журнала Restaurant magazine.
Мухин открывает новые рестораны, устраивает гастрономические мероприятия, гастролирует и считает своей миссией популяризацию русской кухни в мире. Он много ездит по стране, собирая уникальные региональные продукты — березовый луб, лосиное молоко и другие. По его словам, объявленное в 2013-м году эмбарго на ввоз продуктов из Европы способствовало развитию русской кухни. В 2018 году рейтинг The World’s 50 Best Restaurants поднял White Rabbit на 15-е место, назвав Владимира Мухина лидером новой волны молодых русских поваров. Шеф-повар 2020 года по версии национальной ресторанной премии WhereToEat Russia 2022.
В 2019 году стал одним из первых, кто получил премию «Лучшие в индустрии. Шеф года» от профессионального сообщества «Пальмовая ветвь ресторанного бизнеса»